# Уолд, Лиллиан
Лиллиан Уолд (англ. Lillian D. Wald; 1867 — 1940) — американская медсестра, известная также за вклад в области прав человека; была основателем американского общества сестринского дела.

## Биография
Родилась 10 марта 1867 года в Цинциннати (штат Огайо) в немецко-еврейской семье; отец был продавцом оптики.
В 1878 году семья переехала в Рочестер (штат Нью-Йорк). Лиллиан посещала англо-французский интернат Miss Cruttenden Boarding и школу юных леди Day School for Young Ladies. Она захотела поступить в Вассар-колледж, но там сочли её слишком молодой. В 1889 году девушка поступила в нью-йоркскую школу медсестёр New-York Presbyterian Hospital, обучалась в 1891 году на курсах в New York Hospital и позже окончила мед. курсы в Женском медицинском колледже. Одновременно начала работать в нью-йоркском приюте для несовершеннолетних New York Juvenile Asylum (ныне — Children’s Village). В 1893 году Уолд бросила учёбу и начала помогать бедным семьям иммигрантов в Нью-Йорке, а также обучать сестринскому делу в Hebrew Technical School for Girls. Вскоре начала ухаживать за больными в Нижнем Ист-Сайде как патронажная сестра. Вместе с другой медсестрой — Мэри Брюстер (англ. Mary Brewster) жила в спартанских условиях рядом с пациентами, чтобы лучше о них заботиться. Примерно в это время она ввела в обиход термин «Public health nursing» (Медсестра общественного здравоохранения).
Лиллиан Уолд создала организацию Henry Street Settlement (англ.), которой помогал выдающийся еврейский меценат Джейкоб Шифф, и которая оказывала помощь жителям Нью-Йорка разных возрастов, в частности и бедным евреям, выходцам из России. На начало 1906 года в организации работало 27 медсестер. Уолд удалось также привлечь финансовую поддержку у известной американской женщины-мецената Элизабет Андерсон, и к 1913 году штат организации вырос до 92 человек. Вскоре Henry Street Settlement выросла до одной из крупнейших патронажных организаций США, работавших в Нью-Йорке — Visiting Nurse Service of New York.
Она стала первым президентом национальной организации сестринского дела — National Organization for Public Health Nursing, установила отношения со страховой компанией Metropolitan Life Insurance Company (ныне — MetLife), предложила национальную систему медицинского страхования и помогла основать в Колумбийском университете школу медсестер (англ. School of Nursing). Уолд стала автором двух книг, связанных с медико-санитарной работой: «The House on Henry Street» (1911) и «Windows on Henry Street» (1934).
Умерла 1 сентября 1940 года в городке Уэстпорт (штат Коннектикут) от кровоизлияния в мозг. Похоронена в Рочестере на кладбище Маунт-Хоуп (англ. Mount Hope Cemetery).
Лиллиан Уолд не была замужем. Иногда поддерживала отношения с женщинами; по крайней мере её спутницами в жизни были Mabel Hyde Kittredge — автор книг по домоводству, и юристка Helen Arthur. В целом она предпочла личную независимость, что позволяло ей быть гибкой и действовать смело.

## Память
- В 1922 году The New York Times назвала Лиллиан Уолд одной из 12 величайших американских женщин, вручив ей позже специальный Lincoln Medallion как выдающемуся гражданину Нью-Йорка.
- В 1937 в радио-передаче, посвященной её 70-летию со дня рождения, Сара Делано Рузвельт прочитала письмо от её сына — Президента США Франклина Рузвельта, в котором он похвалил Уолд за её «бескорыстный труд, чтобы способствовать счастью и благополучию других людей».
- В 1970 году Уолд была избрана в Зал славы великих американцев, где ей установлен бюст работы американской женщины-скульптора Элинор Платт.
- Лиллиан Уолд была введена в Еврейско-американский зал славы (англ. Jewish-American Hall of Fame), где каждому участнику полагается именная уникальная медаль.